# Kepa Kaufhaus
Kepa Kaufhaus GmbH was een Duitse warenhuisketen, opgericht in 1926 als Epa. Het was de goedkope warenhuisformule van Karstadt. Het bedrijf bestaat vandaag de dag als verhuurder van voormalige locaties en is gevestigd in Düsseldorf.

## Geschiedenis
De warenhuisketen werd op 17 juli 1927 opgericht door de toenmalige Rudolph Karstadt AG onder de naam Einheitspreis Aktiengesellschaft (EPA). Het concept was geïnspireerd op het Amerikaans model en telde in 1932 52 vestigingen. Kenmerkend voor het bedrijf, dat alleen alledaagse artikelen op voorraad had, waren lage prijzen, die een vast "eenheidsprijssysteem" volgden (0,10; 0,25; 0,50; 0,75 en 1,00 Reichsmark). Verder werd het assortiment exclusief voor Epa geproduceerd en grotendeels door Epa of Karstadt zelf vervaardigd. Dit waren met name worst en vleeswaren, conserven en chocolade, maar ook kleding, gordijnen, matrassen, papier en lederwaren. Het assortiment bestond uit ongeveer 3000 artikelen. Met 5100 medewerkers realiseerde Epa in korte tijd een jaaromzet van 111 miljoen Reichsmark. Bedrijven met een vergelijkbare structuur ontstonden in Duitsland (Ehape in 1926), Nederland (Hema in 1926) en Zwitserland (EPA in 1930).
De financiering van de snelle expansie met kortetermijnleningen werden Epa desastreus. In de wereldwijde economische crisis van de jaren 1930 raakte het moederbedrijf Karstadt in de problemen door het aflossen van de Epa-leningen. De aandelen in Epa, dat nog winst maakten, moesten toen worden afgestaan aan een bankenconsortium. Alle eigen productiefaciliteiten werden verkocht of opgeheven.
Vanaf 1933 ondernamen de nationaalsocialisten propaganda- en boycotacties tegen warenhuisketens omdat ze werden beschouwd als een "Joodse uitvinding", waaronder tegen Epa. Wettelijke voorschriften verboden de bouw, uitbreiding en verplaatsing van eenheidsprijzenwinkels. Na het definitieve verbod op het eenheidsprijssysteem werd de naam in 1937 veranderd in Kepa, wat simpelweg "kein Epa" (geen Epa) betekende. Later werd de afkorting af en toe geïnterpreteerd als "Karstadt-Einkauf-Paradies". In 1943 werd de onderneming omgezet van een AG (naamloze vennootschap) in een GmbH (besloten vennootschap).
Na het einde van de Tweede Wereldoorlog begon de door oorlogsschade en onteigening in Oost-Duitsland verzwakte warenhuisketen met de wederopbouw. In 1956 had het bedrijf weer 29 vestigingen en werd het beschouwd als de grootste eenheidsprijzenwinkel van Duitsland. In de Kepa-winkels werden, afhankelijk van de grootte van het filiaal, tussen de 6.000 en 13.500 artikelen aangeboden. In 1976 exploiteerde de keten 85 warenhuizen, waarmee een omzet van DM 1,1 miljard werd gerealiseerd. In 1977 werd tot ontbinding besloten, waarna de filialen omgezet werden naar vooral specialistische markten zoals bijv. Karstadt Spiel- + Sporthaus. De laatste vestigingen sloten in 1980.